# Howard Rollins
Howard Ellsworth Rollins Jr. (Baltimora, 17 ottobre 1950 – New York, 8 dicembre 1996) è stato un attore statunitense.

## Biografia
Studiò teatro alla Towson State College. Fu candidato agli Emmy Award come "Miglior attore non protagonista in una serie tv" per il suo ruolo in Destini. Fu candidato nel 1981 all'Oscar al miglior attore non protagonista per il film Ragtime, diretto da Miloš Forman e prodotto da Dino De Laurentiis. Nel 1984 partecipò al film Storia di un soldato di Norman Jewison.
Nel 1993 Rollins fu detenuto per un mese circa per guida pericolosa. A causa di continui problemi legali, fu infine licenziato dalla serie televisiva L'ispettore Tibbs di cui era protagonista e sostituito da Carl Weathers. Rollins fu invitato più volte a tornare durante la settima stagione del telefilm, ma nuovi problemi legali gli impedirono di entrare nello Stato in cui gli show erano prodotti.
Negli ultimi anni della sua vita,  dedicò molto tempo all'informazione sui problemi della droga e dell'alcol, cominciando a ricostruire la sua carriera. Apparve nello show televisivo New York Undercover e Remember WENN, nel film Harambee e in Drunks.

### Morte
Rollins morì l'8 dicembre 1996 a 46 anni al St. Luke's-Roosevelt Hospital Center di New York City per un linfoma correlato all'AIDS. Venne tumulato il 13 dicembre a Baltimora.

## Filmografia

### Cinema
- Ragtime, regia di Miloš Forman (1981)
- Storia di un soldato (A Soldier's Story), regia di Norman Jewison (1984)
- The House of God, regia di Donald Wrye (1984)
- On the Block, regia di Steve Yeager (1990)
- Drunks, regia di Peter Cohn (1995)

### Televisione
- The Trial of the Moke (1978)
- King, regia di Abby Mann (1978)
- Roots: The Next Generations (1979)
- My Old Man (1979)
- Thornwell (1981)
- The Neighborhood (1982)
- The Member of the Wedding (1982)
- Destini (1982)
- For Us the Living: The Medgar Evers Story (1983)
- Moving Right Along (1983)
- House of Dies Drear (1984)
- A Doctor's Story (1984)
- He's Fired, She's Hired (1984)
- Wildside (1985)
- The Boy King (1986)
- The Children of Times Square (1986)
- Johnnie Mae Gibson: FBI (1986)
- L'ispettore Tibbs (In the Heat of the Night) - serie TV, 121 episodi (1988-1994)
- With Murder in Mind (1992)
- New York Undercover (1995)
- Remember WENN (1996)
- Harambee! (1996)

## Doppiatori italiani
- Mario Cordova in Ragtime, Storia di un soldato
- Diego Reggente in L'ispettore Tibbs

## Riconoscimenti
Premi Oscar 1982 - Candidatura all'Oscar al miglior attore non protagonista per Ragtime